# 1343
| 1343               |
| ------------------ |
| Dødsfald - Fødsler |
| • Begivenheder     |

| Gregoriansk kalender | 1343 MCCCXLIII          |
| Ab urbe condita      | 2096                    |
| Armensk kalender     | 792 ԹՎ ՉՂԲ              |
| Kinesiske kalender   | 4039 – 4040 壬午 – 癸未 |
| Etiopisk kalender    | 1335 – 1336             |
| Jødisk kalender      | 5103 – 5104             |
| Hindukalendere       |                         |
| - Vikram Samvat      | 1398 – 1399             |
| - Shaka Samvat       | 1265 – 1266             |
| - Kali Yuga          | 4444 – 4445             |
| Iransk kalender      | 721 – 722               |
| Islamisk kalender    | 744 – 745               |

Konge i Danmark: Valdemar 4. Atterdag konge af Danmark 1340-1375
Se også 1343 (tal)

## Begivenheder
- Folkeopstanden Sankt Jørgens Nat (23. april 1343) i Estland
- Håkon 6. blev hyldet som Norges konge. Da han var mindreårig var Magnus Eriksson af Sverige fortsat regent frem til 1355.
- Edward, den sorte prins blev Prins af Wales.